# Мальчуган (фильм)
«Мальчуган» (латыш. Puika) — художественный фильм режиссёра Айвара Фрейманиса, снятый по мотивам «Белой книги» Яниса Яунсудрабиньша на Рижской киностудии в 1977 году.
Обладатель приза за лучший полнометражный игровой фильм национального кинофестиваля «Большой Кристап».

## Сюжет
На дальнем хуторе семья маленького Янциса арендует дом и небольшой участок земли. Дед — крепкий здоровый мужик, мог отказать в своём уважении человеку, в котором видел природную слабость. Исключением не был даже Янцис. Бабушка стала во многом роднее матери, которая после смерти мужа потеряла чувство семьи.
Кроме хозяев, на хуторе жили батрачка Мара и её жених Микс, а также хромой Юркс — строптивый и беспечный нищий калека, друг Янциса. Для своих лет крепкий и подвижный, он справлялся с любой работой, к радости хозяина, довольствуясь малым и не требуя ничего взамен.
Наступил Новый Год с его гаданием и ряжеными. После праздника — долгая зима. Обуви у Янциса не было, и он всю зиму провёл у заледенелого окна.
Весна. На Пасху принимают гостей. Природа проснулась, дед принёс из леса банку с пахучим берёзовым соком. Поднялись травы, и мальчик стал водить на луг их единственную корову.
Лето — пора сенокоса. Янцис никакой важной работы не делал, но старался везде поспеть и всем помочь. Иногда ему казалось, что без него просто невозможно обойтись. Наступил праздник Лиго.
С сыном хозяина, который был на восемь лет старше, Янцис дружил. Но когда в гости приехали богатые родственники с сыном Отинем, дружбы как не бывало — оба лоботряса зло подшутили над бедным соседом.
В самом конце лета у хозяйки родился сын. Добавилось хлопот, надо было нянчить и баюкать капризного младенца.
Осень — прекрасное, но и жестокое время, когда во всех крестьянских дворах закалывают скот.
Глубокой ночью приходилось вставать с постели — в риге ждал огромный ворох свежескошенного льна. Янцис готов был отдать всё на свете за лишний час сна, но он шёл, чтобы день за днём однообразно и уныло погонять усталую лошадь.
Умер хромой Юркс, закончив свою долгую, горемычную жизнь. Грустные поминки Юркса сменило весёлое празднование свадьбы Мары и Микса.
Прошла ещё одна зима, последняя на этом хуторе. Срок найма кончился, и мальчуган с матерью тронулись в путь — искать другого хозяина и другую крышу над головой.

## В ролях
- Индар Лацис — Янцис
- Мара Ренце — мать Янциса
- Зигрида Лоренц — бабушка Янциса
- Петерис Мартинсон — дед Янциса
- Эдгар Лиепиньш — хромой Юркс
- Улдис Ваздикс — хозяин хутора
- Астрида Вецвагаре — хозяйка хутора
- Айгарс Гертнерс — хозяйский сын
- Ария Стурниеце — Мара
- Роландс Загорскис — Микс
- Райтис Пасторс — Отиньш
- Ромуалдс Анцанс — отец

В эпизодах:
Имантс Адерманис, Освальд Берзиньш, Гунар Плаценс, Андрейс Жагарс, Биерантс Игнатс, М. Приедая 
 Юрис Лайвиньш, Янис Лусенс, Каспарс Пуце, Илзе Рудолфа, Илзе Ваздика, М. Абугова, И. Лазда
- Текст от автора в дублированном варианте читает Константин Адашевский

## Съёмочная группа
- Авторы сценария: Имант Зиедонис, Айварс Фрейманис
- Режиссёр-постановщик: Айварс Фрейманис
- Оператор-постановщик: Давис Симанис
- Композитор: Мартиньш Браунс
- Художник-постановщик: Инара Антоне
- Звукооператор: Игорь Яковлев
- Режиссёр: Болеслав Ружс
- Оператор: Валдемар Емельянов
- Художественный руководитель: Роланд Калныньш
- Художник-декоратор: Висвалдис Трейс
- Художник по костюмам: Айна Фришфелде, Илга Кришевича
- Художник-гримёр: Элита Скринджевска
- Монтажёр: Лиене Балиня
- Редактор: Антон Брок
- Музыкальный редактор: Николай Золотонос
- Мастер по свету: Ирина Дзирланга
- Ассистенты режиссёра: Александр Жуковскис, Эрика Буркевича, Бенита Лаце
- Ассистенты оператора: Алвис Менготс, Айварс Дамбекалнс
- Ассистент художника: Юрис Байкс
- Помощник режиссёра: Алдона Гуте
- Административная группа: Алдис Мигла, У. Яковлев, Анда Матисоне, Янис Грунте
- Директор: Лилия Лиепиня

## Технические данные
- Широкий формат
- Чёрно-белый
- 88 минут